# Корто Мальтез: Погоня за золотым поездом
«Корто Мальтез: Погоня за золотым поездом» (фр. Corto Maltese, la cour secrète des arcanes) — полнометражная анимационная экранизация одного из эпизодов комикса итальянского художника Уго Пратта «Корто Мальтезе». Оригинальное название фильма — «Тайный двор арканов», La Cour secrète des arcanes  (режиссёр Паскаль Морелли, 2002).

## Сюжет
1919 год. События фильма разворачиваются в Венеции, Гонконге, Маньчжурии и России. Командор Корто Мальтез принимает предложение китайской революционной организации «Красные Фонари» отправиться в Сибирь на поиски таинственного поезда, доверху нагруженного золотом. Оно принадлежит армии адмирала Колчака. Корто сопровождает старый знакомый — авантюрист Распутин, внешне очень похожий на своего знаменитого однофамильца или, возможно, родственника. В итоге Корто и его друзьям удаётся остановить состав; золотом завладевают китайские революционеры. Параллельно развивается и любовная история.

## Название
В основу фильма положен альбом Уго Пратта «Корто Мальтезе в Сибири» (Corto Maltese en Sibérie, 1979); итальянское название — Corte Sconta detta Arcana. «Арканы», о которых здесь идёт речь, отсылают к тайному эзотерическому знанию, каббалистике, картам Таро и пр.; с точки зрения Уго Пратта, его родной город — Венеция (которой целиком посвящён другой его альбом — «Венецианская сказка», Favola di Venezia, 1976) как раз и является средоточием тайного знания.

## Интересные факты
- Первоначально режиссёр собирался экранизировать первый из альбомов цикла — «Баллада о солёном море» (Una ballata del mare salato, 1967), однако он показался аниматорам чересчур экзотичным и трудным для исполнения, а образ Корто в нём — недостаточно ярким.
- В фильме содержится ряд аллюзий на картину Джозефа фон Штернберга «Шанхайский экспресс». Так, княгиня Семинова внешне напоминает героиню Марлен Дитрих из фильма Штернберга.